# Cerkiew Zwiastowania w Petersburgu (wojskowa)
Cerkiew Zwiastowania w Petersburgu – wojskowa cerkiew prawosławna w Petersburgu, usytuowana przy placu Błagowieszczeńskim (po 1917 plac Truda). Funkcjonowała w latach 1849–1928, w 1929 rozebrana.
Cerkiew została wzniesiona w latach 1844–1849 według projektu Konstantina Thona na potrzeby Konnego Pułku Lejb Gwardii. Budowa w całości została sfinansowana z kasy państwowej, przy czym część funduszy przekazał car Mikołaj I z osobistych środków.
Cerkiew Zwiastowania była świątynią pięciokopułową, przy czym niewielkie cebulaste kopułki zlokalizowano w niej na dachach namiotowych. Cztery boczne dachy, usytuowane w narożnikach cerkwi, pełniły zarazem funkcje dzwonnic. Na każdej z elewacji budowli znajdował się portyk. Ikonostas we wnętrzu świątyni wykonał Siemion Tarasow, zespół malarzy przygotował ikony na potrzeby obiektu. Innym elementem wyposażenia wnętrza były sztandary pułkowe oraz mundury pułku należące do carów rosyjskich. Poległych w walce oficerów jednostki upamiętniały brązowe tablice. Dwóch dowódców pułku - książęta Władimir Golicyn i Aleksiej Grigorjewicz Orłow – zostało pochowanych w cerkwi.
Świątynia pozostawała czynna do 1928. W roku następnym została zburzona.